# باشگاه فوتبال آمیکال ماری گالانت
آمیکال یک باشگاه فوتبال است که در شهر کاپستر ده ماری گالانت، گوادلوپ واقع شده است.